# Bernhard Baier
Bernhard Baier (Hannover, 12 augustus 1912 – aldaar, 26 april 2003) was een Duits waterpolospeler. Hij nam eenmaal deel aan de Olympische Spelen en won bij die gelegenheid een zilveren medaille.
Baier studeerde rechten en zijn waterpolotalent werd ontdekt tijdens de studentenspelen in Boedapest. Een jaar later werd hij opgenomen in het Duitse team. Op de Olympische Spelen van 1936 in Berlijn won hij met dit team een zilveren medaille. Hij speelde zes wedstrijden, inclusief de finale. Hij speelde bij de club SV Wasserfreunde 98 en werd met deze club viermaal landskampioen (1936-1938 en 1948). Na de Tweede Wereldoorlog ging hij in de politiek. Hiernaast was hij voorzitter van de Duitse zwemfederatie en co-oprichter van de Duitse sportbond.
Hij was getrouwd met Trudi Meyer, die eveneens deelnam aan de Olympische Spelen van 1936. Ze won goud bij het turnen.
Bernhard Baier · 
Fritz Gunst · 
Josef Hauser · 
Alfred Kienzle · 
Paul Klingenburg · 
Heinrich Krug · 
Hans Schneider · 
Hans Schulze · 
Gustav Schürger · 
Helmuth Schwenn · 
Fritz Stolze
- Gemeinsame Normdatei: 1034705091
- Virtual International Authority File: 300801662